# MTV Music Polska
MTV Music Polska – stacja telewizyjna o charakterze muzycznym, należąca do VIMN Polska, działająca w latach 2017– 2020 i od 2025. 
Stacja w swojej ofercie posiadała liczne pasma muzyczne, relacje z koncertów, gale MTV, a także lokalne produkcje. W odróżnieniu od głównej anteny MTV, MTV Music skoncentrowana była wyłącznie na muzyce.

## Historia
Stacja została uruchomiona 17 października 2017 roku, zastępując kanał Viva Polska. Zakończyła nadawanie 3 marca 2020 i została zastąpiona ogólnoeuropejskim kanałem MTV Music 24. A ponownie wrześniu 2025 roku na ekranie widniało nowego logo i oprawa graficzna.

## Prezenterzy
- Nina Cieślińska (2017–2019) – prowadziła MTV Bites

## Programy
- #FacebookKlipy
- Kapsuła Czasu
- Love PL
- Ikony MTV
- Moje MTV
- MTV 3 z 1
- MTV 24/7
- MTV 100% Music
- MTV Bites – codzienny program newsowy, poświęcony tematyce show-biznesu, plotek i nowości. Prowadziła Nina Cieślińska.
- MTV Brand New
- MTV Club Chart Top 10
- MTV Dance
- MTV European Top 10 / MTV European Top 20
- MTV Hits
- MTV Music Non-Stop
- MTV Music PL Top 10
- MTV nie mów do mnie rano
- MTV Nowe
- MTV Polska lista
- MTV Top 10
- MTV Ty Wybierasz
- MTV Unplugged PL
- MTV US Top 10
- MTV World Stage

### Cykliczne
- MTV Ty Wybierasz Edycja Specjalna Top 100 - ramówka sylwestrowa.